# Mouvement pour l'alternance démocratique, Groupe des 15

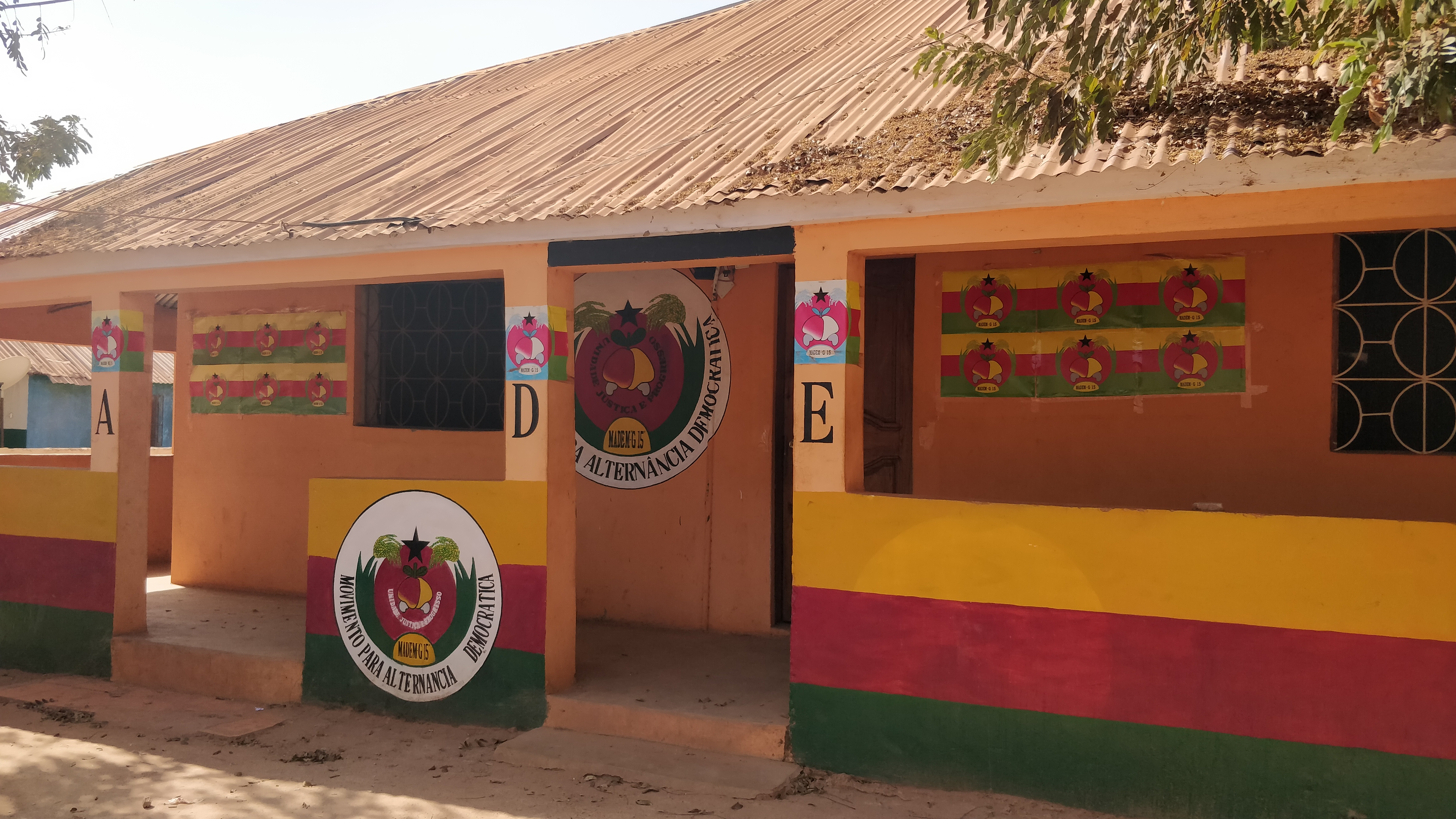
Bureau du parti à Bafatá.

Le Mouvement pour l'alternance démocratique, Groupe des 15 (en portugais : Movimento para Alternância, Grupo dos 15 abrégé Madem G15) est un parti politique de Guinée-Bissau fondé en 2018 par d'anciens membres du Parti africain pour l'indépendance de la Guinée et du Cap-Vert (PAIGC). Le nom de « Groupe des 15 » provient des quinze membres ayant fait défection du PAIGC. 
Lors de sa première participation électorale, pour les élections législatives de 2019, le parti remporte 27 sièges sur 102 à l'Assemblée nationale populaire. Le 28 février 2020, Umaro Sissoco Embaló, membre du Madem-G15, devient président de la République à la suite de l'élection contestée de 2019.

## Résultats électoraux

### Élections présidentielles
| Année | Candidat             | 1er tour | 1er tour | 1er tour | 2d tour | 2d tour | 2d tour |
| Année | Candidat             | Voix     | %        | Rang     | Voix    | %       | Rang    |
| ----- | -------------------- | -------- | -------- | -------- | ------- | ------- | ------- |
| 2019  | Umaro Sissoco Embaló | 153 530  | 27,65    | 2e       | 293 359 | 53,55   | 1er     |

### Élections législatives
| Année | Voix    | %     | Sièges   | Rang | Gouvernement                                 |
| ----- | ------- | ----- | -------- | ---- | -------------------------------------------- |
| 2019  | 126 935 | 21,07 | 27 / 102 | 3e   | Opposition (2019-2020), Nabiam I (2020-2022) |
| 2023  | 163 509 | 24,39 | 29 / 102 | 2e   | Opposition                                   |